# کشتی مین‌جمع‌کن کلاس یای‌اما
کشتی مین‌جمع‌کن کلاس یای‌اما (به انگلیسی: Yaeyama-class minesweeper) یک کلاس از کشتی است که طول آن 67 m (329 ft) می‌باشد.